# Le allegre fanciulle di Vienna
Le allegre fanciulle di Vienna (Die lustigen Weiber von Wien) è un film del 1931 diretto da Géza von Bolváry.

## Produzione
Il film fu prodotto dalla Super-Film GmbH (Berlin).

### Musiche
- Das Lied von Vater - musica di Robert Stolz, parole di Walter Reisch
- Ich liebe nur die Eine - musica di Robert Stolz, parole di Armin Robinson e Walter Reisch
- Spatzenlied - musica di Robert Stolz, parole di Armin Robinson & Walter Reisch
- I Only Love One - musica di Robert Stolz, parole di Samuel Lerner

Le musiche del film sono condotte dall'autore, Robert Stolz e sono eseguite da Lewis Ruth e da Irene Eisinger.

## Distribuzione
Distribuito dalla Super-Film Verleih GmbH, uscì nelle sale cinematografiche tedesche il 6 marzo 1931.
La Capitol Film Exchange distribuì il film senza sottotitoli negli Stati Uniti proiettandolo il 9 luglio 1931 a New York.